# Diplotomma hedinii
Diplotomma hedinii är en lavart som först beskrevs av Hugo Magnusson., och fick sitt nu gällande namn av P. Clerc & Cl. Roux 2004. Diplotomma hedinii ingår i släktet Diplotomma och familjen Caliciaceae.   Inga underarter finns listade i Catalogue of Life.